# Lotte Neumann
Pour les articles homonymes, voir Neumann.
Lotte Neumann (Berlin, 5 août 1896 - 26 février 1977) est une actrice, scénariste et productrice de film allemande. 

## Filmographie

### Comme actrice
- 1917 : Die Bettlerin von St. Marien d'Alfred Halm
- 1925 : Die Frau für 24 Stunden de Reinhold Schünzel
- 1926 : La Bonne Réputation de Pierre Marodon

### Comme scénariste
- 1936 : L'Étudiant pauvre
- 1939 : La Lutte héroïque
- 1940 : Friedrich Schiller - Le triomphe d'un génie
- 1943 : Jeune fille sans famille
- 1958 : Man müßte nochmal zwanzig sein